# زامفارا يونايتد
زامفارا يونايتد، هو نادي كرة قدم نيجيري وهو نادي أساسي في نيجيريا.
ويقع مقره في مدينة غوساو ويلعب في استاد سارداونا الذي يتسع ل5000 متفرج.